# Aeropuerto de la ciudad de Gotemburgo
El Aeropuerto de la ciudad de Gotemburgo (en inglés: Göteborg City Airport) (IATA: GSE, OACI: ESGP), conocido previamente (y todavía hoy informalmente) como Aeropuerto de Gotemburgo-Säve (en sueco: Säve Flygplats) está situado a 18 km al noroeste de Gotemburgo, sobre la isla de Hisingen, provincia de Bohuslän, Suecia.

## Historia
La historia del Aeropuerto de la ciudad de Gotemburgo se remonta a 1940. En dicho año se construyó una base militar aérea llamada Säve, que permaneció abierta hasta 1969. 
En 1977, el antiguo aeropuerto de Torslanda (situado a 10 km al sur de Säve) fue cerrado y todos los vuelos comerciales fueron trasladados al aeropuerto de Gotemburgo-Landvetter, mientras que la aviación general fue trasladada al aeropuerto de Säve. En 1984, se mejoraron las infraestructuras del campo de vuelos de Säve, ampliando la pista para acoger aviones de mayor tamaño. 
En 2001, el aeropuerto cambió de nombre y pasó a llamarse Aeropuerto de la ciudad de Gotemburgo (Göteborg City Airport). Ryanair empezó sus operaciones ese mismo año, estableciendo una ruta con Londres-Stansted. Hasta entonces el aeropuerto acogía una media de 9.000 personas al año, pero tras la llegada de las compañías de bajo coste Ryanair y Wizz Air, el aeropuerto ha experimentado un extraordinario crecimiento, llegando a los 842.120 pasajeros en 2008. A estas dos compañías aéreas y a la aviación general, se le suman las operaciones del servicio de rescate de la Guardia Costera Sueca. 

## Códigos internacionales
- Código IATA: GSE
- Código OACI: ESGP